# Siegelsbach
Siegelsbach település Németországban, azon belül Baden-Württembergben. Lakosainak száma 1703 fő (2023. december 31.).

## Népesség
A település népessége az elmúlt években az alábbi módon változott:
| Lakosok száma | 1238 | 1439 | 1409 | 1380 | 1392 | 1471 | 1664 | 1694 | 1626 | 1703 |
|               | 1961 | 1967 | 1974 | 1980 | 1987 | 1993 | 2000 | 2006 | 2013 | 2023 |